# Pour quelques fromages de plus
Pour plus de détails, voir Fiche technique et Distribution.
Pour quelques fromages de plus (titre original : The Spy Swatter) est un court métrage d'animation américain de la série Looney Tunes, mettant en scène Speedy Gonzales contre Daffy Duck et Sam le chat, réalisé par Rudy Larriva, sorti en 1967.

## Fiche technique
- Titre : Pour quelques fromages de plus
- Titre original : The Spy Swatter
- Réalisation : Rudy Larriva
- Scénario : Tom Dagenais et Cal Howard
- Animateurs : Bob Bransford, Ed Friedman, Virgil Ross, Judge Whitaker
- Montage : Joe Siracusa
- Musique : William Lava
- Producteurs : William L. Hendricks, Herbert Klynn
- Société de production : Format Films
- Société de distribution : Warner Bros. Pictures
- Pays d'origine :  États-Unis
- Format : Couleur (Technicolor) — 35 mm — 1,37:1 — Son : Mono
- Genre : Film d'animation, Comédie
- Durée : 6 minutes et 14 secondes
- Dates de sortie :
  -  États-Unis :  24 juin 1967

## Distribution
- Mel Blanc : Daffy Duck (voix) (VF : Patrick Guillemin) / Speedy Gonzales  (voix) (VF : Michel Mella ) / Mr. Brain (Sam) / Le professeur / Hugo le robot